# Arthur H (album)
Albums de Arthur H
Bachibouzouk
(1992)
Arthur H est le premier album d'Arthur H sorti en 1990 chez Polydor, co-réalisé par Martin Meissonnier, enregistré et mixé par Hervé Lecoz avec le batteur Paul Jothy et le contrebassiste Brad Scott, ses musiciens de scène, arrangé par Joseph Racaille pour les cordes et Jon Handelsman pour les cuivres.

## Liste des morceaux
| No  | Titre                    | Durée |
| --- | ------------------------ | ----- |
| 1.  | Quai n° 3                | 5:03  |
| 2.  | Perfect Stranger         | 3:47  |
| 3.  | Andora                   | 4:52  |
| 4.  | Cool jazz                | 8:39  |
| 5.  | Don't make me laugh      | 2:12  |
| 6.  | Je rêve de toi           | 4:17  |
| 7.  | La lune                  | 4:02  |
| 8.  | Un fantôme s'est suicidé | 5:34  |
| 9.  | Scritch                  | 2:37  |
| 10. | Marouchka                | 5:11  |
| 11. | John la reine des pommes | 4:22  |
| 12. | Padam padam              | 3:02  |
| 13. | Loulou                   | 4:30  |